# Radłowci
Radłowci (bułg. Радловци) – wieś w Bułgarii, w obwodzie Kiustendił, w gminie Kiustendił. Według danych szacunkowych Ujednoliconego Systemu Ewidencji Ludności oraz Usług Administracyjnych dla Ludności, 15 września 2022 roku miejscowość liczyła 136 mieszkańców.

## Osoby związane z miejscowością

### Urodzeni
- Władimir Kjosew (1918–2001) – bułgarski rzeźbiarz i malarz